# Shikwasa
La shikwasa (Citrus × depressa, antes denominado C. pectinifera, en okinawense シークヮーサー, shīkwāsā, y en japonés ヒラミレモン, hirami remon), también llamada mandarina de Taiwán, limón plano, o limón Hirami, es un cítrico verde y pequeño, rico en flavonoides y nativo de Taiwán y la isla japonesa de Okinawa. Es muy agridulce, y es a menudo usada como sustituto del limón común o lima para acompañar las comidas, aunque también es usada para hacer un zumo amarillo, que en algunos lugares de Asia se comercializa endulzado y embotellado.
- Datos: Q2233999